# Nicki Aycox
Nicki Lynn Aycox (Hennessey, 26 maggio 1975 – California, 16 novembre 2022) è stata un'attrice statunitense.

## Biografia
Nicki Aycox è nata ad Hennessey, in Oklahoma. Aveva un fratello minore, Steve, e parlava correntemente il tedesco.

### Carriera
È apparsa nella serie Dark Angel, nel ruolo di una ragazza chiamata Syl; nella serie Ed, nel ruolo di una cheerleader sensitiva e in Cold Case - Delitti irrisolti, nel ruolo della sorella della protagonista Lilly Rush nella seconda e negli ultimi due episodi della settima stagione. Ha interpretato Brenda Mitchell nella miniserie Over There ed Ellie, la figlia del Capitano Jim Brass, nella serie CSI: Scena del crimine, ruolo passato poi a Teal Redmann nelle successive apparizioni.
Ha avuto il ruolo ricorrente di Meg Master nella serie televisiva Supernatural ed è apparsa in Criminal Minds interpretando una ragazza psicopatica. Dal 2009 ha fatto parte del cast della serie Dark Blue, in cui ha interpretato il ruolo di Jaimie Allen, una poliziotta sotto copertura.

### Morte
Aycox morì il 16 novembre 2022, all'età di 47 anni di leucemia.

## Filmografia parziale

### Cinema
- Defying Gravity, regia di John Keitel (1997)
- Il segno del killer (Double Tap), regia di Greg Yaitanes (1997)
- The Dogwalker, regia di Paul Duran (1999)
- Delitto + castigo a Suburbia (Crime and Punishment in Suburbia), regia di Rob Schmidt (2000)
- Rave Macbeth, regia di Klaus Knoesel (2001)
- Slap Her... She's French, regia di Melanie Mayron (2002)
  - Momentum , regia di James Seale (2003)
- Jeepers Creepers 2 (Jeepers Creepers II), regia di Victor Salva (2003)
- La casa maledetta (Dead Birds), regia di Alex Turner (2004)
- Perfect Stranger, regia di James Foley (2007)
- Mercenary, regia di Jason Markarian e John Mirabella - cortometraggio (2008)
- X-Files - Voglio crederci (The X-Files: I Want to Believe), regia di Chris Carter (2008)
- Radio Killer 2 - Fine della corsa (2008)
- Animals, regia di Douglas Aarniokoski (2008)
- Tom Cool, regia di Ron Carlson (2009)
- Christina, regia di Larry Brand (2010)

### Televisione
- Providence - serie TV, 7 episodi (1999)
- Cruel Justice, regia di Gregory Goodell - film TV (1999)
- X-Files (The X-Files) - serie TV, episodio 7x05 (1999)
- Momentum, regia di James Seale - film TV (2003)
- Ed - serie TV, 6 episodi (2002-2004)
- Cold Case - Delitti irrisolti (Cold Case) - serie TV, 12 episodi (2004-2010)
- Over There - miniserie, 11 puntate (2005)
- Supernatural - serie TV, 5 episodi (2006-2008)
- Criminal minds - serie TV, episodio 2x03 (2006)
- Dark Blue - serie TV, 20 episodi (2009-2010)

## Doppiatrici italiane
Nelle versioni in italiano delle opere in cui ha recitato, Nicki Aycox è stata doppiata da:
- Paola Majano in X-Files
- Giò Giò Rapattoni in CSI - Scena del crimine
- Myriam Catania in Jeepers Creepers 2
- Letizia Scifoni in Cold Case - Delitti irrisolti
- Cristiana Rossi in Radio Killer 2 - Fine della corsa
- Federica De Bortoli in Over There
- Valentina Mari in Supernatural
- Rossella Acerbo in Perfect Stranger
- Domitilla D'Amico in Dark Blue
- Antonella Baldini in The Glades